# Irfan
Irfan (arabiska: عرفان, bokstavligen kunskap, medvetenhet och visdom) är gnosis, eller islamisk mystik. De shiamuslimska imamiternas irfan härstammar från Koranen, den islamiske profeten Muhammed och de tolv imamerna. Irfan har likt islamisk rättsvetenskap (fiqh) utvecklats under flera århundraden efter islams ankomst, men de grundläggande källorna är Koranen och sunna. Till exempel kan man se att Mulla Sadra, en framstående shiitisk lärd från 1600-talet, baserade sina filosofiska och mystiska upptäckter på Koranen och Ahl al-Bayts återberättelser.